# Ужасная ошибка
«Ужасная ошибка» (англ. Certain Fury) — приключенческий боевик режиссёра Стивена Джилленхала. В США картина вышла на экраны 1 марта 1985 года и повествует о двух девушках Скарлетт (Татум О’Нил) и Трейси (Айрин Кара), которые обвиняются в преступлении. Из-за стечения обстоятельств факты указывают на них, но девушки невиновны.

## Описание сюжета
Две девушки, бродяжка Скарлетт и избалованная богатая чернокожая Трейси, находились в здании суда, когда там началась перестрелка. Трейси была арестована за правонарушение, когда со своим парнем катались на угнанном «Ягуаре». В суматохе во время пальбы Скарлетт удаётся бежать и к ней присоединяется находящаяся в замешательстве Трейси. Волей случая после бегства им не удаётся расстаться и потому приходится полагаясь друг на друга вместе спасаться бегством от полиции и криминальных авторитетов Нью-Йорка, «повесивших» на беглянок куда более серьёзные деяния — их приняли за вооружённых до зубов проституток, убивших полицейского.

## В ролях
- Татум О’Нил — Скарлетт
- Айрин Кара — Трейси
- Николас Кемпбелл — нюхач
- Джордж Мердок — лейтенант Спейер
- Мозес Ганн — Др. Фриман
- Питер Фонда — Родни
- Родни Гейдж — Супермен
- Давид Лонгворт
- Алана Шилдс
- Шарон Шаффер — Джизела
- Джин Хартлайн
- Питер Андерсон
- Стивен Торн — полицейский
- Уильям С. Тейлор — полицейский
- Ховард Стори — полицейский
- Фрэнк Серио

## Съёмочная группа
- Автор сценария: Майкл Джейкобс
- Продюсер: Гилберт Адлер
- Режиссёр: Стивен Джилленхал
- Композитор: Билл Пэйн
- Оператор: Кеес Ван Оострум